# Koenraad I van Meranië
Koenraad I van Meranië (? - 18 februari 1159) was hertog van Meranië (of Dalmatië) van 1153 tot aan zijn dood. Hij was de oudste van de twee zoons van graaf Koenraad I van Dachau-Scheyern en Willibirg. Als Koenraad II volgde hij zijn vader als graaf van Dachau-Spreyern op in 1152. 
Ook erfde hij in Dalmatië, voorheen bekend als Markgraafschap Carniola via zijn moeder, die ze weer had geërfd van Adelaide (dochter van Poppo II van Carniola. In 1156 droeg Koenraad Dachau-Scheyern over aan zijn broer Arnold.
Koenraad was eerst (voor 1140) getrouwd met Adelaide, een dochter van Hendrik I van Limburg, ze hadden geen kinderen en zij zou voor 1146 sterven. Hij huwde voor de tweede keer met Mathilde van Falkenstein en zouden één zoon krijgen, Koenraad II van Meranië, die zijn opvolger in Meranië werd en in 1172 ook nog Dachau zou erven.
Koenraad werd gedood in een gevecht in Bergamo en werd in Scheyern begraven.